# Cyprazepam
Cyprazepam  là một loại thuốc mà là một dẫn xuất benzodiazepine có tác dụng an thần - gây ngủ. Nó có đặc tính giải lo âu, và có lẽ cũng có tính thôi miên, thuốc giãn cơ xương, thuốc chống co giật và lú lẫn.

## Tổng hợp
Hợp chất lactam trong các loại thuốc benzodiazepams hoạt động đối với các nucleophile và nhiều chất tương tự đã được thực hiện bằng cách khai thác thực tế này. 

Tổng hợp Cyprazepam:

Ví dụ, đun nóng demoxepam với N-cyclopropylmethylamine dẫn đến sự hình thành amidine, thuốc an thần nhỏ cyprazepam.